# Chromadoridae
Chromadoridae är en familj av rundmaskar. Enligt Catalogue of Life ingår Chromadoridae i ordningen Desmodorida, klassen Adenophorea, fylumet rundmaskar och riket djur, men enligt Dyntaxa är tillhörigheten istället ordningen Chromadorida, klassen Adenophorea, fylumet rundmaskar och riket djur. Enligt Catalogue of Life omfattar familjen Chromadoridae 184 arter. 

## Dottertaxa till Chromadoridae, i alfabetisk ordning[1][2]
- Actinonema
- Adeuchromadora
- Atrochromadora
- Austranema
- Chromadora
- Chromadorella
- Chromadorina
- Chromadorissa
- Chromadorita
- Dasylaimus
- Deltanema
- Denticulella
- Dichromadora
- Dicriconema
- Ethmolaimus
- Euchromadora
- Fusonema
- Graphonema
- Hypodontolaimus
- Innocuonema
- Karkinochromadora
- Megodontolaimus
- Neochromadora
- Nygmatochus
- Nygmatonchus
- Odontocricus
- Panduripharynx
- Parachromadorita
- Parapinanema
- Parapinnanema
- Prochromadora
- Prochromadorella
- Protochromadora
- Ptycholaimellus
- Punctodora
- Rhips
- Spiliphera
- Spilophorella
- Steineridora
- Timmia
- Trichomadorita
- Trochamus